# Louise Rydberg
Anna Elsa Louise Rydberg, född 16 juni 1902 i Växjö, död 23 februari 1985 i Malmö, var en svensk målare.
Hon var dotter till apotekaren Richard Rydberg och Elsa  Toll. Efter att Rydberg genomgått Högre konstindustriella skolan i Stockholm studerade hon vid Académie Scandinave i Paris 1927 och för Max Doorer i Wien 1935. Tillsammans med Greta von Braun-Giesenfeld ställde hon ut i Tylösand och Örebro samt medverkade i samlingsutställningar arrangerade av Skånes konstförening. Hennes konst består huvudsakligen av landskap utförda i akvarell. Sina tavlor signerade hon oftast L.R-g.